# Projektgegenstand
Der Projektgegenstand definiert und unterscheidet, was durch ein Projekt im Rahmen des Projektmanagements als Ergebnis am Ende eines Projektes erreicht werden soll. Dieses Ergebnis wird definiert und hat eine klare Abgrenzung zu seiner Umgebung, in der es später eingesetzt oder betrieben werden soll; deswegen wird der Projektgegenstand als Produkt oder Dienstleistung klassifiziert. Auch besteht ein Projektgegenstand fast immer aus mehreren Komponenten, die sich in ihrer Wechselwirkung beim Zusammenfügen ergänzen.
Projektgegenstände können beispielsweise historische und moderne Projekte in der Baubranche mit Tiefbau, Tunnel, Straßen, Kanäle und Hochbauvorhaben sein. Ebenfalls kann ein Projektgegenstand ein Bau einer Maschine in der Konstruktion, ein Medikament in der chemischen oder biochemischen Produktentwicklung, ein elektronisches Gerät, eine Software oder die Änderung bzw. Neuaufbau von z. B. betrieblichen Abläufen innerhalb einer Organisation sein.

## Projektgegenstand aus Systemsicht
Im Projekt befindet sich der Projektgegenstand zentral im Gesamtsystem. Deswegen wird der Projektgegenstand in der Projektdefinition erläutert und damit gleichzeitig festgelegt bzw. festgeschrieben, sodass er für alle Beteiligten am Projekt klar und verständlich ist, denn die Prozessabläufe sind vom Projektgegenstand abhängig. Eine Untergliederung in einzelne Teile wird im Projektstrukturplan und Lastenheft festgehalten.

## Änderung des Projektgegenstandes
Im Laufe eines Projektes kann sich der Projektgegenstand verändern bzw. weiterentwickeln und muss somit angepasst werden. Dafür kann der Projektgegenstand zu vorher festgelegten Zeitpunkten im Projektstrukturplan überprüft werden. Dies wird auch als Scope-Management oder Änderungsmanagement bezeichnet, denn ein Projektgegenstand kann auch aus der objektorientierten Sichtweise als „Entwurf“ betrachtet werden.

## Kommunikation des Projektgegenstandes
Der Projektgegenstand steht als Ergebnis im Zentrum der Kommunikation. Über ihn laufen die einzelnen Vorstellungen von Personen oder Interessengruppen, sodass über den Projektgegenstand als Bericht kommuniziert wird. Diese Berichte können Visionen, Besichtigungen, das Ziel oder erste Resultate beinhalten und durch Informationsangebote den Personen oder Interessengruppen zur Verfügung gestellt werden. Das Umsetzen eines Projektgegenstandes innerhalb eines Projektes ist auch immer ein soziales System auf Zeit (humanorientierte Sichtweise). Deswegen kann es bei mangelnder Kommunikation vorkommen, dass das Projektteam und andere Projektbeteiligte durch einen ungleichen Informationsstand über den Stand des Projektgegenstandes unkoordiniert handeln. Durch diesen Zusammenhang kann es passieren, dass der Projektgegenstand, z. B. während einer Implementierungsphase, erneut infrage gestellt wird.

## Projektgegenstand im Qualitätsmanagement
Qualitätsmanagement muss innerhalb von Projekten den Projektgegenstand fokussieren, sodass eine Abweichung nicht möglich und das Erstellen von einem Lastenheft und dem daraus erstelltem Pflichtenheft für eine dann anschließende Entwicklung einer Lösungsidee möglich ist. Durch diese Fokussierung kann es vorkommen, dass durch einen gefundenen Lösungsansatz der Druck steigt, einen Prototyp des Projektgegenstandes zu entwickeln, sodass dabei z. B. eine FMEA nicht vollständig durchgeführt wird.